# 必殺処刑コップ
『必殺処刑コップ』（原題：Extreme Justice）は、1993年のアメリカ映画。

## ストーリー
凶悪犯の現行犯逮捕を目的にＬＡで結成された極秘の秘密部隊“ＳＩＳ”。先輩ボーンの誘いによりチームの一員となった実直な警官パワーズは、当初やりがいのある仕事に満足していたが、やがて被害者すらものともしない部隊の非情さに疑問を持ち始める。そんな中、ボーンが無抵抗の犯人を射殺したのを目撃してしまう……。

## スタッフ
- 監督：マーク・L・レスター
- 製作：フランク・サクス
- 製作総指揮：ウォルフ・シュミット、マーク・アミン
- 脚本：フランク・サクス、ロバート・ボリス
- 撮影：マーク・アーウィン
- 音楽：デイヴィッド・マイケル・フランク
- 編集：ドン・アーロン

## キャスト
| 役名                   | 俳優                                      | 日本語吹替 | 日本語吹替   |
| 役名                   | 俳優                                      | VHS版      | フジテレビ版 |
| ---------------------- | ----------------------------------------- | ---------- | ------------ |
| ジェフ・パワーズ       | ルー・ダイアモンド・フィリップス          | 坂東尚樹   | 堀内賢雄     |
| ダン・ヴォーン         | スコット・グレン                          | 納谷六朗   | 羽佐間道夫   |
| ケリー・ダニエルズ     | チェルシー・フィールド                    | 叶木翔子   | 一城みゆ希   |
| ラーソン               | ヤフェット・コットー                      | 笹岡繁蔵   | 内海賢二     |
| シェーファー           | エド・ローター                            | 筈見純     | 小林修       |
| エンジェル             | アンドリュー・ディヴォフ                  |            | 富田耕生     |
| ロイド                 | リチャード・グローヴ                      |            | 大塚明夫     |
| キューザック           | ウィリアム・ラッキング                    | 水野龍司   | 宝亀克寿     |
| デヴリン               | L・スコット・コールドウェル               |            | 田原アルノ   |
| リース                 | ラリー・ホルト                            |            | 福田信昭     |
| ボビー・ルイス         | ダニエル・クイン                          |            | 大滝進矢     |
| チャヴェス             | トム・ロサレス                            |            | 小野健一     |
| エレーラ               | エド・フライアス                          |            | 金野恵子     |
| ナッシュ               | ジェイ・アーレン・ジョーンズ              | 仲野裕     | 星野充昭     |
| シュペーア             | アダム・ギフォード                        |            | 沢海陽子     |
| ヴィンス               | ジョフェリー・C・ブラウン                 |            | 伊藤栄次     |
| マックス・アルヴァレス | スティーヴン・ルート                      |            | 鳥海勝美     |
| マーク・フランクリン   | ウィリアム・マクナマラ （クレジットなし） |            | 室園丈裕     |

- フジテレビ版：初回放送1997年1月18日『ゴールデン洋画劇場』

その他：津村まこと
演出：清水勝則、翻訳：久保喜昭、調整：栗林秀年、音響・効果：南部満治、 製作：ザック・プロモーション 、担当：バブルネック涼、五十嵐智之、荒谷美州砂、制作協力：高柴隆一（HEATHER）